# Hüttenwerkplatz 2 (Torgelow)

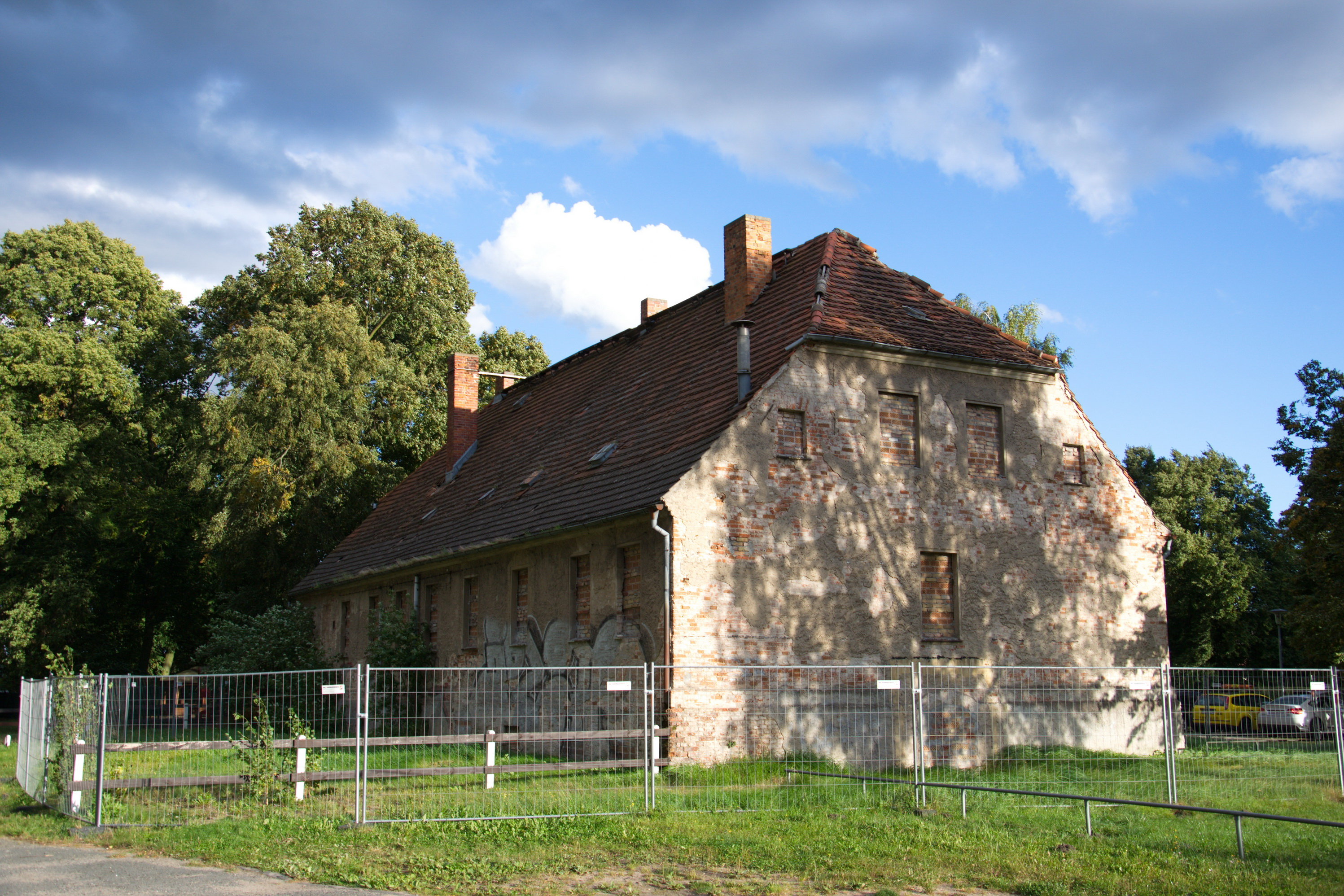
2012: Noch unsaniertes Haus

Das sanierte Faktorhaus Hüttenwerkplatz 2 in Torgelow (Mecklenburg-Vorpommern) stammt aus dem 18. Jahrhundert und ist heute ein Wohnhaus. Das Gebäude steht unter Denkmalschutz.

## Geschichte
Die Stadt Torgelow mit 8972 Einwohnern (2020) wurde 1281 als castrow Torgelowe erstmals erwähnt.
Als in Torgelow Anfang des 18. Jahrhunderts Raseneisenerz gefunden wurde, entstand 1754 das Königlich-Preußische Eisenhüttenwerk bey Torgelow. Das Hüttenwerk war bis um 1865 ein eigener Polizeibezirk.
Am Hüttenhof, später Hüttenwerkplatz genannt, wurden gebaut:
- das südliche Hüttenwerk mit Hochofen an der Uecker
- das den Platz dominierende nördliche Faktorhaus von 1754 mit zwei Wohnungen für den Pächter und den Hüttenfaktor
- mehrere Fachwerk-Wohngebäude der Arbeiter ab etwa 1755
- der Mauerwerksbau Villa Vollgold von oder nach 1861
- der erhaltene Glockenstuhl von um 1790.

Erster Faktor wurde der Inspektor der Hütte, Christian Ludwig von Restorff (Amtmann und Pächter).
Die Faktorei diente nach 1945 als Wohnhaus, von 1971 bis 1990 als Schulhort, 1992 bis 2004 als Suppenküche der Arbeitsloseninitiative bzw. ab 2005 als Kantine eines Hortes. Zeitweise war hier auch das Büro der AWO für Familienhilfe mit Kleiderkammer und Schneiderstube sowie 1995/97 die Polizei in einigen Räume. Von 1976 bis 1987 war in einem anderen Fachwerkhaus eine museale Heimatstube untergebracht.
Das eingeschossige verputzte Fachwerkgebäude von 1754 mit einem Krüppelwalmdach mit Fledermausgauben stand wegen baulicher Mängel ab 2006 leer. Das marode Haus wurde 2019/21 aufwendig umgebaut und saniert. Fünf Wohnungen entstanden und für den Keller ist eine spezielle Nutzung vorgesehen. Bis 2018 wurde der Hüttenwerkplatz neu gestaltet und der Glockenstuhl saniert.